# 中松乙彦

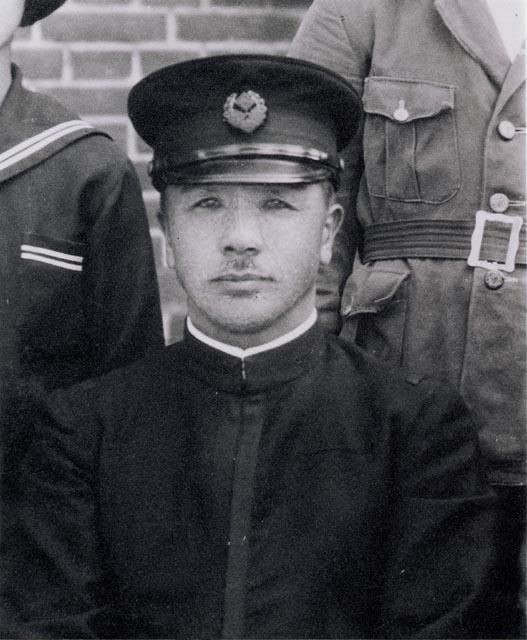
中松乙彦

中松 乙彦（なかまつ おとひこ、1889年（明治22年）2月5日 - 没年不明）は、明治時代後期から昭和時代前期の台湾総督府官僚。嘉義市尹、高雄市長。

## 経歴・人物
熊本市に生まれる。1910年（明治43年）台湾総督府に出仕し、民政部蕃務本署雇となる。ついで民政部土木局勤務に転じ、土木局基隆出張所経理主任、台中州竹山郡守を経て、台南州斗六郡守に就任。
さらに1939年（昭和14年）嘉義郡守を経て、翌年6月、嘉義市尹に就任した。のち1942年（昭和17年）4月1日から1943年（昭和18年）3月31日までの1年間、高雄市長を務めた。